# Chính sách thị thực của Cộng hòa Dominica

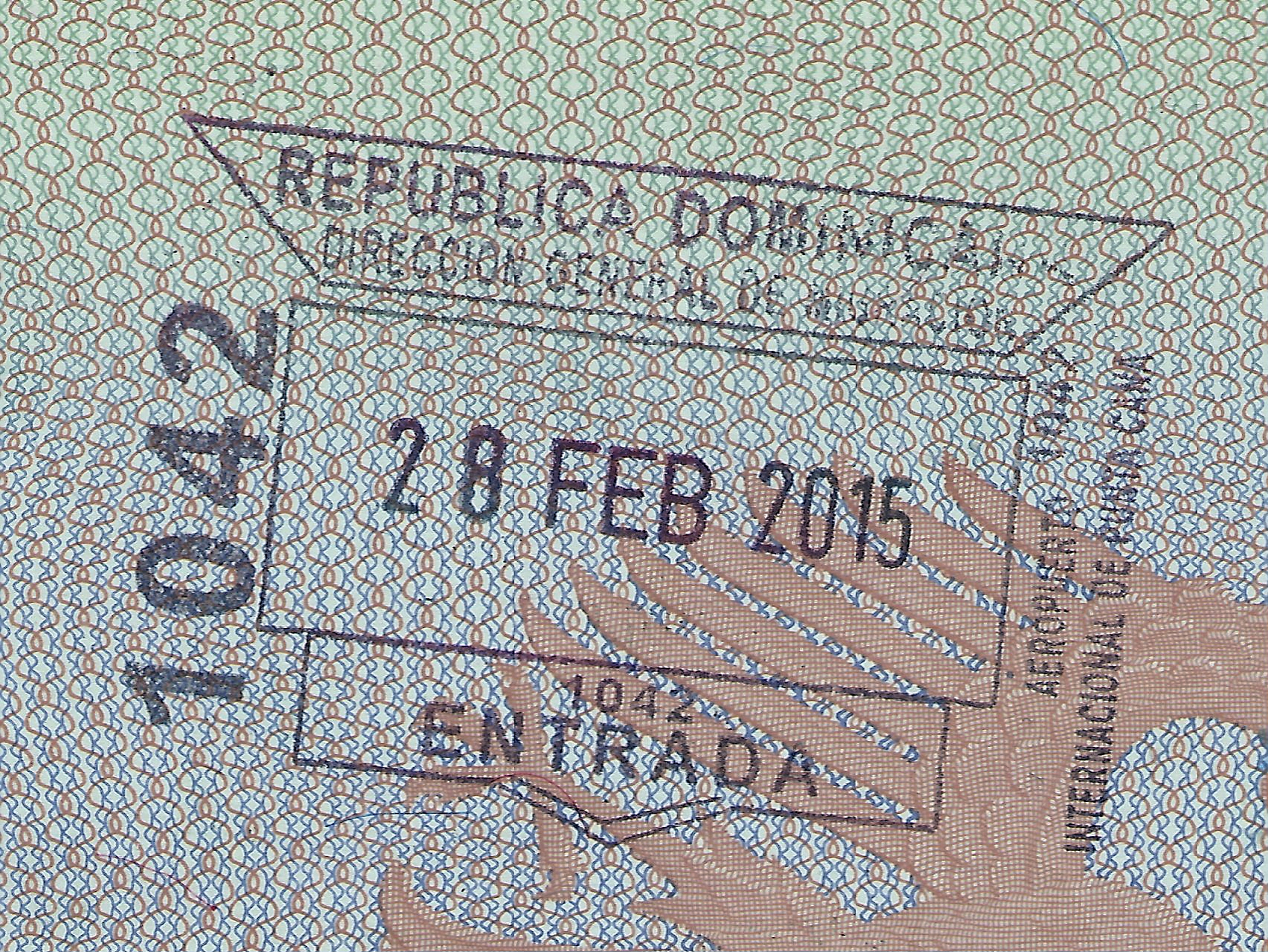
Dấu nhập cảnh

Du khách đến Cộng hòa Dominica phải xin thị thực trừ khi họ đến từ một trong những quốc gia được miễn thị thực.

## Bản đồ chính sách thị thực

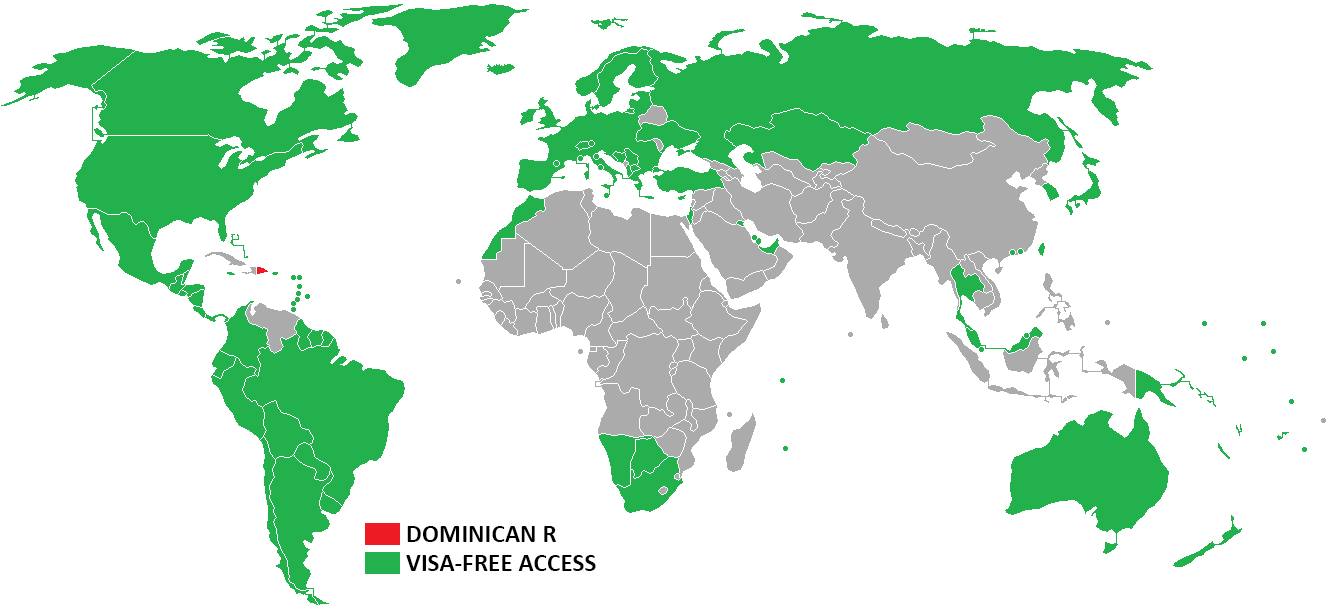
Cộng hòa Dominica
Miễn thị thực
Cần xin thị thực

## Miễn thị thực
Công dân của 107 quốc gia và vùng lãnh thổ sau không cần thị thực đển đến Cộng hòa Dominica:
| - Tất cả công dân Liên minh Châu Âu1 - Albania - Andorra - Antigua và Barbuda - Argentina2 - Úc - Bahamas - Bahrain - Barbados - Belize - Bolivia - Bosna và Hercegovina - Botswana - Brasil - Brunei - Canada - Chile2 - Colombia - Costa Rica - Dominica - Ecuador2 | - El Salvador - Fiji - Grenada - Guatemala - Guyana - Honduras - Hồng Kông - Iceland - Israel2 - Jamaica - Nhật Bản2 - Kazakhstan - Kiribati - Kuwait - Liechtenstein - Macao - Macedonia - Malaysia - Quần đảo Marshall - Mauritius - Mexico | - Micronesia - Monaco - Namibia - Nauru - New Zealand - Nicaragua - Norway - Panama - Papua New Guinea - Paraguay - Peru2 - Qatar - Nga - Saint Kitts và Nevis - Saint Lucia - Saint Vincent và Grenadines - San Marino - Serbia - Seychelles - Singapore - Quần đảo Solomon | - Nam Phi - Hàn Quốc2 - Suriname - Thụy Sĩ - Đài Loan - Thái Lan - Tonga - Trinidad và Tobago - Thổ Nhĩ Kỳ - Tuvalu - Ukraina - Các Tiểu vương quốc Ả Rập Thống nhất - Hoa Kỳ - Uruguay2 - Vanuatu - Thành Vatican - Venezuela |  |

1 - đối với công dân Anh, chỉ người sở hữu hộ chiếu công dân Anh và công dân Lãnh thổ hải ngoại thuộc Anh được miễn thị thực.

2 - miễn phí.
Kể từ 1 tháng 1 năm 2018 du khách đến Cộng hòa Dominica không phải mua thẻ du lịch vì phí này được tích hợp vào vé máy bay.
Miễn thị thực với người định cư vào người sở hữu thị thực có hiệu lực cũng như người tị nạn và vô quốc tịch với giấy tờ du hành của Canada, Hoa Kỳ và Liên minh Châu Âu.
Người sở hữu hộ chiếu ngoại giao hoặc công vụ của Mexico hoặc Thụy Sĩ, Argentina, Belize, Brasil, Chile, Colombia, Costa Rica, Ecuador, El Salvador, Phần Lan, Guatemala, Honduras, Israel, Nhật Bản, Maroc, Nicaragua, Panama, Peru, Hàn Quốc, Ukraina, Uruguay, Thành Vatican, Việt Nam, Đài Loan và Paraguay được miễn thị thực.
Thỏa thuận miễn thị thực được ký với Tây Ban Nha nhưng chưa được thông qua.
Miễn thị thực với người sinh ra tại Cộng hòa Dominica.

## Thống kê du khách
Hầu hết du khách đến Cộng hòa Dominica đều đến từ các quốc gia sau:
| Quốc gia/Vùng lãnh thổ | 2017      | 2016      | 2015      | 2014      | 2013      |
| ---------------------- | --------- | --------- | --------- | --------- | --------- |
| Hoa Kỳ                 | 2.073.963 | 2.085.186 | 2.001.909 | 1.784.486 | 1.587.404 |
| Canada                 | 827.721   | 768.486   | 745.860   | 706.394   | 684.071   |
| Đức                    | 265.709   | 259.133   | 247.613   | 230.733   | 214.151   |
| Nga                    | 245.346   | 136.249   | 71.572    | 180.821   | 188.110   |
| Pháp                   | 221.492   | 232.024   | 227.483   | 229.678   | 232.754   |
| Argentina              | 182.170   | 137.642   | 133.888   | 112.489   | 107.305   |
| Tây Ban Nha            | 177.993   | 169.760   | 172.245   | 150.859   | 142.207   |
| Vương quốc Anh         | 177.534   | 165.111   | 142.083   | 126.563   | 108.236   |
| Puerto Rico            | 111.095   | 121.131   | 115.084   | 103.891   | 74.580    |
| Venezuela              | 109.734   | 170.713   | 167.176   | 112.854   | 75.173    |
| Colombia               | 103.444   | N/A       | N/A       | N/A       | N/A       |
| Tổng                   | 5.354.017 | 5.178.050 | 4.872.319 | 4.511.062 | 4.117.493 |